# Dreschschlitten

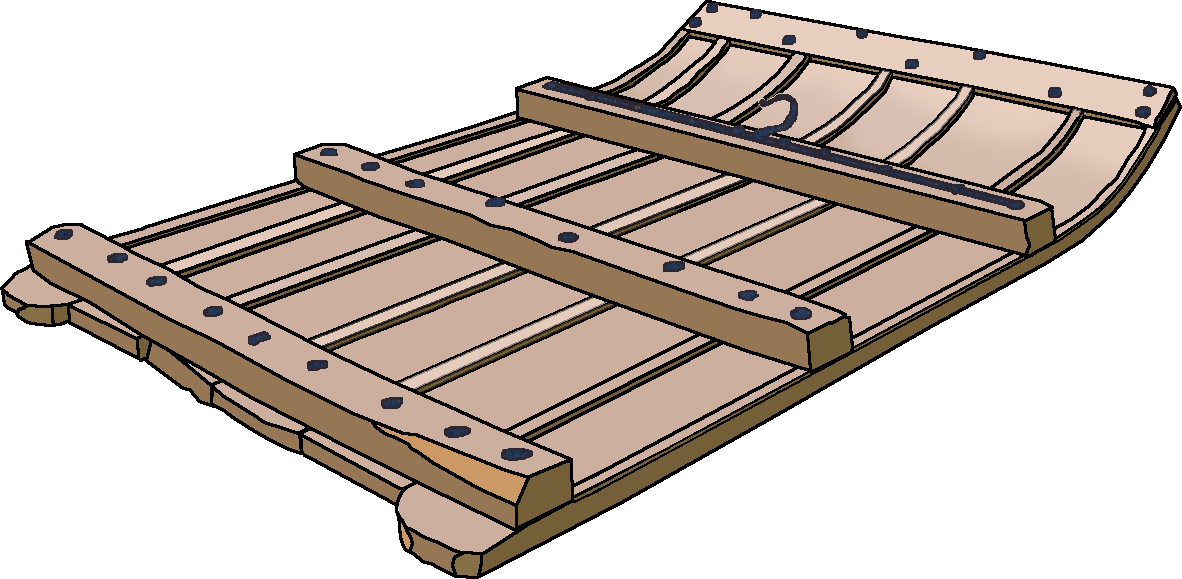
Dreschschlitten

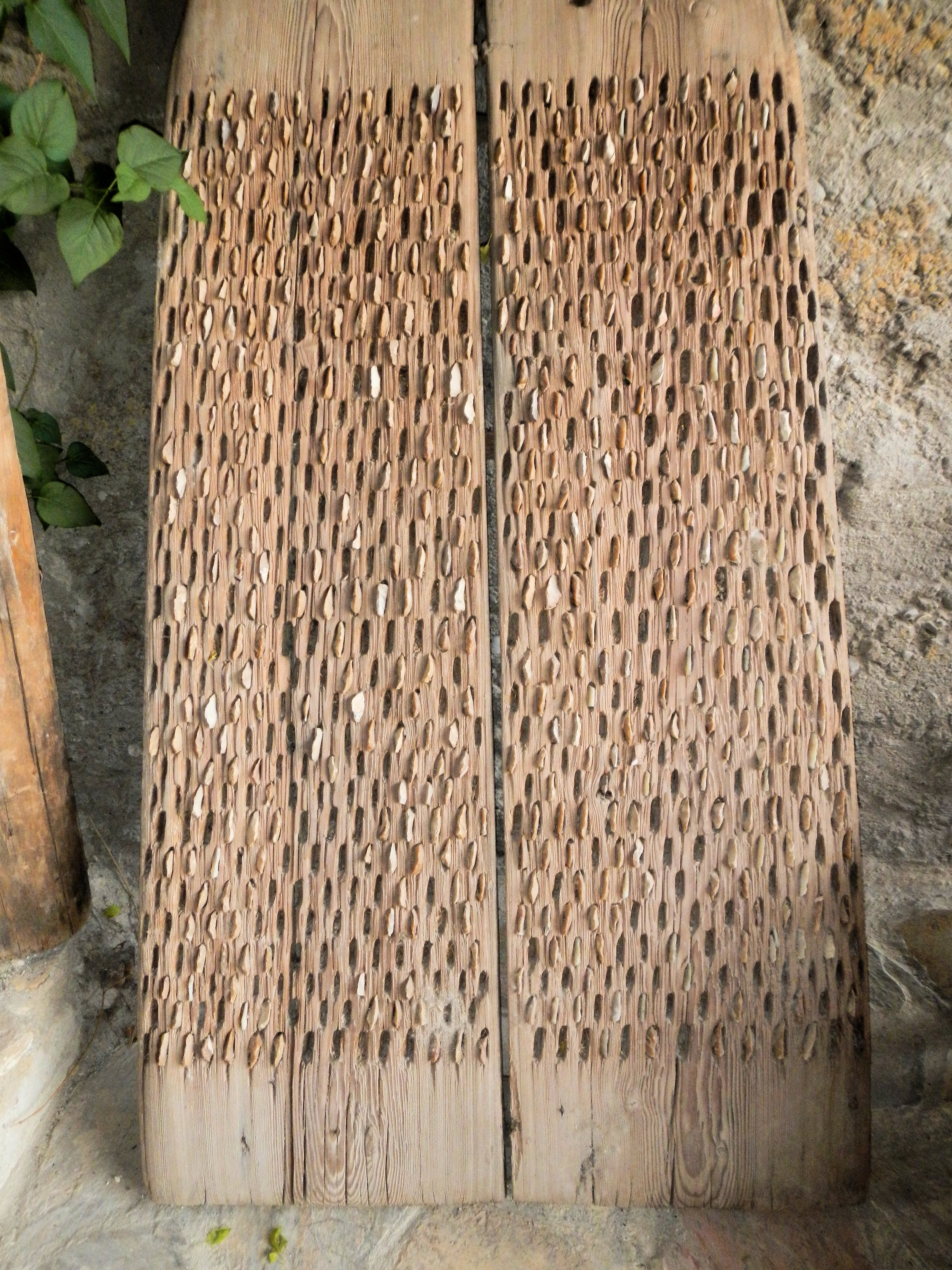
Unterseite eines Dreschschlittens

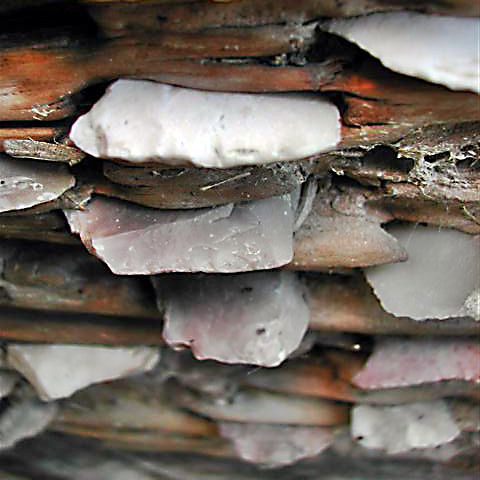
Unterseite eines Dreschschlittens

Der Dreschschlitten ist ein mindestens seit dem 4. Jahrtausend v. Chr. eingesetztes Instrument zum Dreschen von Getreide (Gerste, Weizen) und Hülsenfrüchten (z. B. Kichererbsen).

## Verbreitung
Er wurde ausschließlich im Freien auf Dreschplätzen eingesetzt. Deshalb ist er nahezu exklusiv aus heißen, trockenen Regionen von den ostatlantischen Inseln (Azoren, Madeira, Porto-Santo und den Kanaren) im Westen, den meisten zirkummediterranen Ländern (Ägypten und dem Maghreb) einschließlich mediterraner Inseln über den Vorderen Orient bis in den Iran im äußersten Osten unter diversen Namen bekannt (span. trillo; frz. traineau à dépiquer; lat. tribulum; ital. slitta da trebbiare/trebbiatrice; bulg. dikania; griech. doukhani; türk. döven/düven; hebr. morag; pers. randeh (erweitert nach )). Im kalten und feuchten Klima Mittel-, Nord- und Osteuropas (mit Ausnahme von Bulgarien, wo Dreschschlitten bekannt sind, vgl.) wurde dagegen auf der Tenne im Haus oder einer Scheune mit dem Dreschflegel, schließlich der Dreschmaschine gedroschen. Aus Spanien ist der zeitgleiche Einsatz von Dreschflegeln und Dreschschlitten bekannt.

## Aufbau
Dreschschlitten bestehen in aller Regel aus mehreren rechteckigen, dicken Holzbohlen, zumeist der Mittelmeerkiefer, die durch bis zu vier Querhölzer (Balken oder Bretter) miteinander verbunden sind. Ihr Vorderteil wurde mittels Querbeil (Dechsel) oder Säge aus dem massiven Holzstück unterschiedlich stark kufenartig nach oben gewölbt herausgearbeitet, um so das Druschgut unter den Schlitten zu leiten. Auf dem horizontal verlaufenden Teil der Unterseite wurden klingenförmige Abschläge aus Feuerstein oder anderem harten und scharfkantigen Kieselgestein mit Kanten parallel zur Längsrichtung der Holzbohlen in ein geometrisches Muster zuvor angebrachter Schlitze eingeschlagen und fest verkeilt. Bei den in unmittelbarer Nähe zu Dörfern gelegenen Dreschplätzen handelt es sich um runde Tennen mit Durchmessern bis zu 25 m. Ihr Boden besteht in aller Regel aus sonnengehärtetem Stampflehm, fallweise aber auch aus einem Steinpflaster. Auf dem von Rindern, Maultieren, Eseln oder Pferden gezogenen Schlitten fuhr der Landmann mit, um mit seinem Gewicht den Druck auf das Druschgut zu erhöhen. Gelegentlich wurden zusätzlich Steine als Gewicht aufgelegt.

## Geschichte
Die frühesten Vorrichtungen zum Dreschen in Mesopotamien waren Dreschschlitten. Den Hinweis darauf geben zwei Illustrationen aus dem Tempelbezirk von Uruk (etwa 3.500–3.370 v. Chr.) Belege finden sich auch in Keilschrifttexten aus dem 3. Jahrtausend v. Chr. Die Reste eines von zwei Rindern gezogenen Schlittens fanden sich im Grab der Königin Puabi (frühdynastische Zeit, twa 2600–2350 v. Chr.) auf dem Königsfriedhof von Ur.
Auf den älteren Darstellungen scheinen die Schlitten von einem einzelnen Rind gezogen zu werden, das mit Seilen angespannt ist, die von den Kufen zu den Hörnern des Tieres verlaufen. Vom dritten Jahrtausend an wurden Rinder und Equiden paarweise unter ein Joch gespannt, das an einer zentralen Deichsel befestigt war. Die Zugtiere der Dreschschlitten und der nur wenig später aus ihnen entwickelten Schlitten wurden mittels einer Leine geführt, die am Nasenring befestigt war. Die traditionelle Art Rinder zu führen ist seit dem 3. Jahrtausend v. Chr. auch für Equiden belegt. Bis in geschichtliche Zeit gelangte der Dreschschlitten jedoch nicht nach Mittel- und Nordeuropa.

### Ende der Verwendung
Spätestens mit dem Aufkommen der Mähdrescher kamen Dreschschlitten und Dreschflegel außer Gebrauch. Erstaunlicherweise konnte noch in den frühesten 2000er Jahren im spanisch-portugiesischen Grenzgebiet nahe der portugiesischen Stadt Miranda do Douro die praktische Verwendung von Dreschschlitten beobachtet werden. Unbeschadet dieser die Regel bestätigenden Ausnahme ist davon auszugehen, dass spätestens im Verlauf der 1980er Jahre die rund 5000-jährige Geschichte der Verwendung von Dreschschlitten auch in abgelegenen Regionen des Verbreitungsgebietes ihr Ende fand.

### Bibeltext
- 2. Buch Samuel 24,22: Arauna sprach zu David: Mein Herr, der König nehme und opfere wie es ihm gefällt. Siehe, da sind die Rinder zum Brandopfer und auch die Dreschschlitten und das Geschirr der Rinder als Brennholz. (2 Sam 24,22 EU)

- Jesaja 41,15: Sieh, ich mache dich zum Dreschschlitten, schneidend scharf, neu, mit Klingen, Berge wirst du dreschen und zermalmen, und Hügel wirst du machen wie Spreu. (Jes 41,15 EU)

## Redewendung
Auf den Dreschschlitten geht die Redewendung „…mit jemandem Schlitten fahren“ zurück. Sie bezieht sich auf den grausamen Brauch, Gefangene oder Straftäter mit Dreschschlitten zu überfahren.